# إزبيكا
تُلفظ بالبولندية: ‎['izˈbit͡sa]‏ أزبيكا
تُلفظ بالبولندية: ‎['izˈbit͡sa]‏ ( (باليديشية: איזשביצע) Izhbitz، Izhbitze) هي قرية في مقاطعة كراسنيستاف من محافظة لوبلين في شرق بولندا. هو مقر منطقة جمينا الإدارية المسماة جمينا أزبيكا. تقع على بعد حوالي 13 كيلومتر (8 ميل) جنوب كراسنيستاو و 59 كيلومتر (37 ميل) جنوب شرق العاصمة الإقليمية لوبلين. يبلغ عدد سكانها 1933 نسمة.

## تاريخ
ذكرت أزبيكا لأول مرة في وثيقة الكنيسة من عام 1419، وأصبحت مدينة في عام 1750، ومنحت امتيازات الموقع من قبل Augustus III of Poland بما في ذلك حق الاستيطان اليهودي. في السابق، أصدرت حقوق المدينة غير المحظورة في عام 1540 إلى هيتمان جان تارنوفسكي، الذي أعادها إلى التاج. في عام 1662، كان هناك 23 كاثوليكيًا يعيشون هناك. في عام 1744 أحضر يهود تارنوغورا إلى أزبيكا بواسطة أنتوني غراناويسكي الذي حصل على امتيازات المدينة لهم بشكل مستقل عن المستوطنة القديمة الموجودة مسبقًا.
مع مرور الوقت أصبحت المدينة شتيتل مركزًا بارزًا للتجارة والأقتصاد يسكنها اليهود البولنديون بالكامل تقريبًا. في عام 1760 أعيد تأكيد ميثاق المدينة. بعد تقسيم بولندا في عام 1772، ضمت النمسا والمجر إيزبيكا ثم شرائها من الحكومة النمساوية من قبل إغناسي هوروديسكي في عام 1808. ظلت جزءًا من دوقية وارسو حتى هزيمة نابليون بونابرت. بعد مؤتمر فيينا في يونيو 1815، انضمت إيزبيكا إلى كونغرس بولندا الذي تسيطر عليه روسيا. دمرتها النيران عام 1825. في عام 1827 كان بها 51 منزلا و 407 ساكن، كلهم يهود. بحلول عام 1860 تضاعف عدد السكان ثلاث مرات إلى 1450 يهوديًا. في القرن ال19 كانت المدينة مركزا ملحوظا للحسيدية اليهودية، ولا سيما بفضل صديق الكبرى الحاخام مردخاي يوسف لاينر، الذي كان تلميذا لمندل من كوتسك، وابنه الكبير الحاخام يعقوب لاينر الذي أسس سلالة الحسيدية من إيشبيتز. كان الحاخام الأكبر يعقوب لينر مؤلف كتاب بيت يعقوب ووالد تزاديك غيرشون تشانوخ لاينر من رادزين. بعد انتفاضة يناير عام 1863 ضد الإمبراطورية الروسية، والتي شارك فيها العديد من السكان المحليين، جُردت المدينة من حقوقها في المدينة في عام 1869 للعقاب، وألحقت ببلدية تارنوغورا المجاورة.

### القرن العشرين
بعد عودة بولندا إلى الاستقلال في أعقاب الحرب العالمية الأولى، نمت المدينة بشكل ملحوظ. رصفت الشوارع واُعيد بناء السوق. وفقًا لتعداد عام 1921، كان عدد سكان إزبيكا 3085 نسمة بما في ذلك 2862 يهوديًا، ولكن بحلول عام 1939، ارتفع العدد الإجمالي إلى ما يقرب من 6000 مع 5098 يهوديًا. توسيع إزبيكا بشكل خاص بسبب رصف لوبلان -زامو الطريق، وخط السكة الحديد إلى زاموسك افتتح في عام 1917.

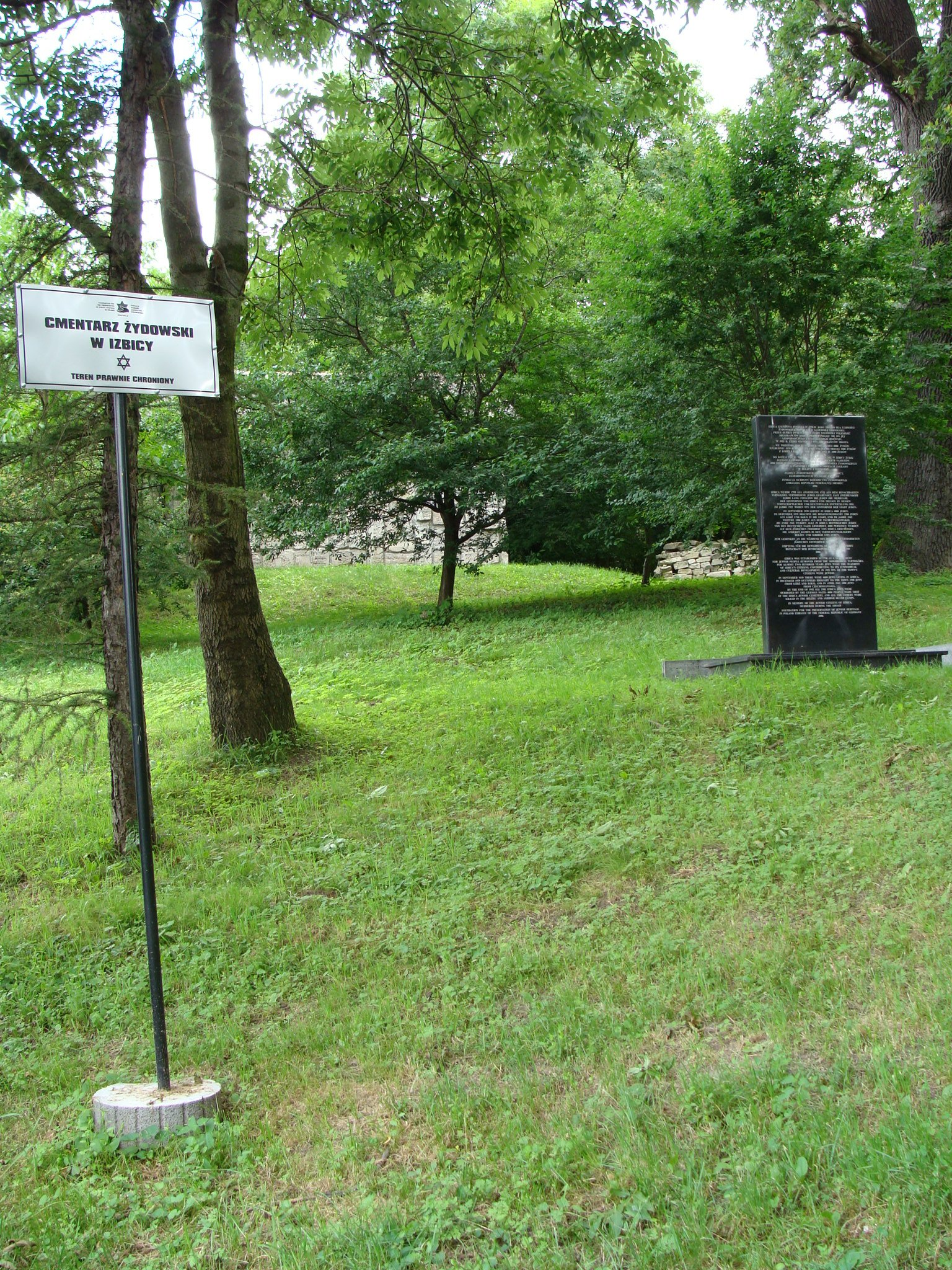
ضريح من الرخام الأسود في المقبرة اليهودية في إزبيكا

بعد الغزو الألماني والسوفيتي لبولندا في عام 1939 خلال المراحل الأولى من الحرب العالمية الثانية، اجتاح النازيون المدينة. تم القبض على عدد من المسيحيين البولنديين البارزين وقتلهم في سياق إيه بي أكتون ضد المثقفين البولنديين. اليهود تعرضوا لمعاملة وحشية وسرقة منذ بداية الاحتلال. أعاد الألمان توطين الآلاف من اليهود الآخرين في إزبيكا بداية من نهاية عام 1939. وشمل هؤلاء المرحلين من بياوا بودلاسكا، وكوماروفكا، ووهيتش، وتشيميرنيكي. كانت البلدة بأكملها تقريبًا عبارة عن حي يهودي.
في ربيع عام 1941، استعدادًا للهجوم على الخطوط السوفيتية في شرق بولندا، أُنشئت مرافق التخزين العسكرية الألمانية في إزبيكا، ووضعت تحت حراسة مشددة. تم تنفيذ أول ترحيل جماعي لنزلاء الحي اليهودي إلى معسكر إبادة بيلزك في منتصف مارس 1942 بواسطة كتيبة الشرطة الاحتياطية 101 بمساعدة الأوكرانية ترونيكي. أثناء عملية راينهارد، كان الحي اليهودي بمثابة نقطة نقل إلى معسكرات الإبادة في بيلزك وسوبيبور لليهود الأجانب الذين رحلوا من ألمانيا والنمسا وتشيكوسلوفاكيا وغرب بولندا (رايخسجاو فارتيلاند). عند اعتقالهم في إزبيكا، قتل الحراس العشرات أو المئات في البلدة. بعد المغادرة، طورد اليهود وقتلهم في المخابئ أو في الحقول المجاورة. مر أكثر من عشرين ألف يهودي عبر حي إيزبيكا اليهودي. من بين جميع يهود إزبيكا (أكثر من 90٪ من سكانها قبل الحرب)، نجا 14 فقط من الهولوكوست.

## مجالات الاهتمام
- منتزه سكايربيزو ذو المناظر الطبيعية، منطقة محمية تأسست عام 1995
- دزايلي غرابويشكي، تكوين جيولوجي غابات يتميز بالوديان والوديان العميقة
- المقبرة اليهودية ( كركوت) في إزبيكا (في الصورة)
- نصب تذكاري لضحايا حركات الاستقلال في الأعوام 1863 و 1920 و 1939 و 1940
- برج مياه تاريخي من عام 1911

## علاقات دولية

### المدن التوأم - المدن الشقيقة
وإزبيكا توأمة مع:
- وينترلينجين، ألمانيا

## روابط خارجية
- Izbica, Poland at JewishGen